# Umuarama
Umuarama es un municipio brasileño del estado de Paraná. Su población era de 99.606 habitantes en el censo de 2009. Umuarama es una de las ciudades más importantes de Paraná, uno de los tres estados del sur de Brasil. La elevación de la ciudad es de 430 m (1.300 pies) sobre el nivel del mar y la precipitación es de aproximadamente 1600mm/year (63 pulgadas / año). 
La ciudad fue fundada en 1955 por la Companhia Melhoramentos Norte do Paraná, compañía encargada de poblar diversas ciudades del norte de Paraná.
Umuarama se conoce como la "Capital de la Amistad".